# Emmanuele Morandi
Emmanuele Morandi (Modena, 16 dicembre 1961 – Verona, 10 giugno 2015) è stato un filosofo italiano.

## Biografia
Dopo aver conseguito il dottorato in filosofia, diventa ricercatore e insegna Sociologia del mutamento presso la Facoltà di Scienze Politiche dell'Università di Bologna, e successivamente Sociologia dei Processi culturali e comunicativi presso la Facoltà di Lettere e Filosofia dell'Università di Verona. Nel 1988 fonda l'Istituto di Studi Tomistici a Modena, del quale è stato presidente fino alla sua scomparsa. Tra le sue opere principali ricordiamo La società è "un uomo in grande" (2010), Radici sociali (2006), L'attuarsi della società (2002).
Il pensiero di Morandi è rivolto principalmente alla riflessione in ambito sociologico, allo studio della metafisica medievale, in particolare di Tommaso d'Aquino e della dottrina del tomismo.
Era fratello di Giacomo Morandi, arcivescovo-vescovo di Reggio Emilia-Guastalla.

## Opere
- Heidegger e l'etica, con Caterina Resta, il Poligrafo, Padova 1993
- L'esperienza di Dio. Filosofi e teologi a confronto, con Riccardo Panattoni, il Poligrafo, Padova 1995
- La metodologia nei classici della sociologia, con Giuseppe Guarnieri, Franco Angeli, Milano 1996
- Ripensare lo spazio politico: quale aristocrazia?, con Riccardo Panattoni, il Poligrafo, Padova 1997
- La società accaduta. Tracce di una nuova "scienza sociale" in Eric Voegelin, Franco Angeli, Milano 2000
- L'attuarsi della società. Saggi teorici sull'azione sociale e il realismo sociologico, Franco Angeli, Milano 2002
- Radici sociali. Scritture sul dono, la violenza e la trascendenza, Aracne editrice, Roma 2006
- Un'introduzione al problema sociologico. La "disputa sul metodo" tra T.W. Adorno e K. Popper, QuiEdit, 2007
- Realismo sociologico. La realtà non ama nascondersi, con Andrea Maccarini e Riccardo Prandini, Marietti, Milano-Genova 2008
- La società è "un uomo in grande". Per riscoprire la sociologia degli "antichi", Marietti, Milano-Genova 2010
- Sociological Realism, con Andrea Maccarini e Riccardo Prandini, Routledge, Londra-New York 2011
- La morte, la carne e Dio. Un'esplorazione nel cosmo delle medicine non convenzionali tra esperienze di trascendenza e di immanenza, Marietti, Milano-Genova 2011
- Minima Res. Riflessioni realiste su Niklas Luhmann, Aracne editrice, Roma 2013